# Парламентские выборы в Восточном Тиморе (2018)

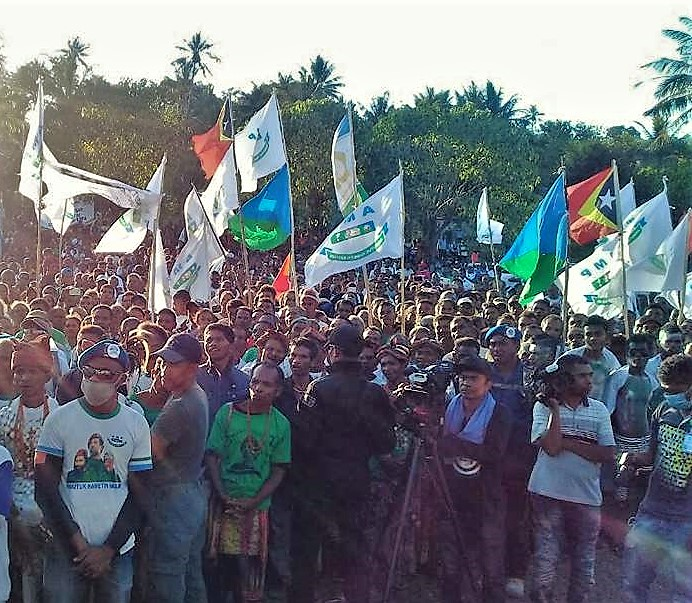
Митинг в Оэсилу в мае 2018 года

Досрочные парламентские выборы 2018 года в Восточном Тиморе прошли 12 мая.

## Предвыборная обстановка
На парламентских выборах 2017 года не было явного победителя, партия Фретилин получило на одно место больше, чем национальный конгресс за Тиморское реконструкции, возглавляемой Шанана Гусман. Алкатири составляют меньшинство правительства с Демократической партией, которые провели только 30 из 65 мест в Национальном парламенте. Однако попытки властей принять бюджет были заблокированы, и в условиях политического кризиса, Президент Франсишку Гутерриш распустил парламент и призвал к досрочным выборам

## Результаты
| Участник                                                                   | Голосов                             | %                 | Мест | +/- |
| -------------------------------------------------------------------------- | ----------------------------------- | ----------------- | ---- | --- |
| Альянс за перемены и прогресс (НСТС-ПЛП-Хунто)                             | 309 663                             | 49,30             | 34   | -1  |
| Фретилин                                                                   | 213 324                             | 34,29             | 23   | 0   |
| Демократическая Партия                                                     | 50 370                              | 7,95              | 5    | -2  |
| Форум Демократическое развитие (Пудд-УДТ-ФМ-ПДН)                           | 34 301                              | 5,68              | 3    | +3  |
| Надежда Отечества                                                          | 5060                                | 0,83              | 0    | 0   |
| Национального движение развития                                            | 4494                                | 0,74              | 0    | 0   |
| Республиканская Партия                                                     | 4125                                | 0,67              | 0    | 0   |
| Социал-демократическое движение                                            | 3188                                | 0,53              | 0    | 0   |
| Недействительные/пустые голоса                                             | 10 591 (1,67 %)                     |                   |      |     |
| Общая                                                                      | Общая                               | 100               | 65   | 0   |
| Зарегистрированных избирателей/явка                                        | Зарегистрированных избирателей/явка | 784 286 (80,98 %) |      |     |
| Источник: Новости УЦА Архивная копия от 29 декабря 2018 на Wayback Machine |                                     |                   |      |     |